# Namaste (Better Call Saul)
«Namaste» es el cuarto episodio de la quinta temporada de la serie de televisión estadounidense de AMC Better Call Saul, la serie derivada de Breaking Bad. El episodio, escrito y dirigido por Gordon Smith, se emitió el 9 de marzo de 2020 en AMC en Estados Unidos. Fuera de Estados Unidos, se estrenó en el servicio de streaming Netflix en varios países.

## Trama
El día después de la escena de cierre de «The Guy for This», Jimmy y Kim se dirigen al trabajo. Jimmy engaña a Sticky y Ron, los dos drogadictos que tenían una de sus tarjetas de presentación con «50% de descuento», para que lo mantengan como su abogado cuando parecen dispuestos a aceptar un defensor público gratis. Jimmy almuerza con Howard, quien admite que HHM perjudicó a Jimmy en el pasado, pero dice que la disputa fue entre Jimmy y Chuck, no entre Jimmy y el bufete. Howard le ofrece la oportunidad de unirse a HHM y le da tiempo para pensárselo, pero Jimmy vuelve a estar inquieto por el recuerdo de su vida anterior.
Kim recomienda a Kevin y Paige un lugar alternativo para que Mesa Verde pueda trabajar en torno a la negativa de Everett Acker a abandonar su casa, pero insisten en desalojarlo. Kim mira como Jimmy usa la persona de Saul Goodman en una estafa en la corte que logra un juicio nulo. Le pide a Jimmy que represente, como Saul, a Acker contra Mesa Verde, y Acker accede a contratarlo. Jimmy compra tres bolas de bolos en una casa de empeños (se muestra en in medias res en la apertura del episodio) y las lanza sobre la puerta principal de Howard, dañando su caro coche.
La policía de Albuquerque y la DEA vigilan las últimas entregas de Gus. Diego recoge el dinero, y luego lleva al DEA a una persecución salvaje, eludiéndolos al escapar por un pequeño túnel después de abandonar el dinero. Mientras Hank está decepcionado por no haber obtenido información sobre los superiores, la DEA y la policía celebran la incautación de «poco menos de un millón de dólares» en dinero de drogas, así como los arrestos de los tres hombres que hicieron las entregas. Diego se reagrupa con Víctor y contactan a Gus para informarle que su tarea está completa. Gus ha estado hirviendo de ira y descargando su frustración en Lyle, haciéndole limpiar repetidamente las freidoras de Los Pollos Hermanos. Después de que Gus cuelga, Lyle pregunta si las freidoras están lo suficientemente limpias, y la respuesta de Gus de que son «aceptables» es claramente una referencia a lo sucedido.
Mike llega a la casa de Stacey para vigilar a Kaylee pero encuentra que Stacey contrató a una niñera. Le dice a Mike que no se siente cómoda dejando a Kaylee con él como resultado de su anterior arrebato. Más tarde esa noche, mientras Mike está caminando a casa, es atacado por los matones callejeros que había encontrado anteriormente. Lo golpean y apuñalan y Mike se despierta en un pueblo en un lugar desconocido.

## Producción
«Namaste» es el debut como director de Gordon Smith, que comenzó como asistente de producción en Breaking Bad antes de convertirse en guionista de ese programa y de Better Call Saul. Además, Smith escribió el guion.
Namasté es un saludo habitual en hindi; en el episodio, se utiliza como la matrícula personalizada del coche de Howard.

## Recepción

### Audiencias
Al emitirse, el episodio recibió 1,22 millones de espectadores en Estados Unidos, y una audiencia de 0,3 millones entre adultos de 18 a 49 años. Teniendo en cuenta la audiencia Live+7, el episodio tuvo un total de 2,71 millones de espectadores en Estados Unidos y 0,7 millones entre adultos de 18 a 49 años.

### Respuesta crítica
«Namaste» recibió la aclamación de la crítica. En Rotten Tomatoes obtuvo una aprobación del 92%, basándose en 14 reseñas con una calificación media de 8,21/10. El consenso de la crítica es: «Todos luchan por mantener la calma en una entrada de Better Call Saul que meticulosamente establece la trama de la temporada, creando suspenso para la inminente bola de bolos que lo derribará todo».